# 賽普勒斯廣播公司
賽普勒斯廣播公司（希臘語：Ραδιοφωνικό Ίδρυμα Κύπρου）是賽普勒斯的公共廣播媒体，擁有五個廣播頻率和五個電視頻道。賽普勒斯廣播公司於1953年10月4日開始提供廣播服務，电视服务则于1957年10月1日开播，前身为英国殖民时期的“塞浦路斯广播服务”（Cyprus Broadcasting Service）。
賽普勒斯廣播公司是一個非營利機構，也是歐洲廣播聯盟、不结盟国家广播组织和英联邦广播协会的會員。

## 频道
賽普勒斯廣播公司拥有三个国内电视频道（CyBC 1，CyBC 2、CyBC HD）和两个国际电视频道（RIK Sat、RIK S World），此外也转播欧洲新闻台和希腊ERT国际频道。2011年7月1日，賽普勒斯廣播公司停止发射模拟电视信号，全面改为DVB-T地面数字电视传输。
广播方面则拥有五个广播频道（第1台，第2台，第3台、第4台、对外广播频率），旨在传播质量优良的节目，并为塞浦路斯的民众提供文化和娱乐信息。广播频率每天24小时以希腊语、土耳其语、英语播出，也可通过卫星和互联网收听。

### 电视
- CyBC 1 (RIK 1)
- CyBC 2 (RIK 2)
- CyBC HD
- RIK Sat
- RIK S World

### 广播
- RIK Proto (CyBC Radio 1)
- RIK Deftero (CyBC Radio 2)
- RIK Trito (CyBC Radio 3)
- RIK Classic and presents classical (CyBC Radio 4)
- 对外广播频率